# Defensor Rímac
El Defensor Rímac fue un equipo perteneciente al Distrito de Chaclacayo en la zona este de Lima en Perú y jugó en la Segunda División del Perú entre 1988 y 1990.

## Historia
El Defensor Rímac de Chaclacayo, fue campeón de la Liga Distrital de Chaclacayo de 1985 y participó en el torneo de Interligas de Lima del mismo periodo. Seguidamente, logró el campeonato de la serie A, de la Liga Mayor de Fútbol de Lima. Además, ascendió al campeonato de la Región IX Metropolitana. Sin embargo, regresó a la Liga Mayor de Fútbol de Lima del siguiente año.
En el año de 1986, se llevó a cabo el último campeonato de la Liga Mayor de Fútbol de Lima. Defensor Rímac, logra clasificar nuevamente al Región IX Metropolitana. En 1987 consigue el subcampeonato de la Región IX Metropolitana y eso le valió el ascenso a la Segunda División Metropolitana de 1988, junto al Real Olímpico.
EL torneo de la Segunda División 1988, se jugó en dos series de 11 clubes. Defensor Rímac, participa en la Zona Norte. A pesar de ello, el club no consigue posicionarse entre los tres primeros puestos de la serie y clasificar a la liguilla final. Finalmente, Defensor Lima gana la liguilla y regresa a la profesional. En ese año su principal figura fue el goleador delantero Carlos Dolorier, que al siguiente año jugaría en Hijos de Yurimaguas. 
En la Segunda División 1989, fue dividido en dos series de 10 equipos. El club nuevamente participa en la Zona Norte. Desafortunadamente, el club tampoco logra clasificar entre los tres primeros puestos de la serie. La liguilla final lo gana el Sport Boys. En la temporada de 1990, el campeonato se dividió en tres series (Norte, Metropolitano y Sur). Defensor Rímac, participa en la Zona Metropolitana.  Al final del campeonato, el club quedó entre los últimos lugares. No obstante, salva la categoría. 
En 1991 le vendió la categoría a Deportivo Zúñiga.
Estuvo en la Primera División de la Liga de Chaclacayo hasta el año 2005, donde perdió la categoría. Permaneció algunas temporadas más en la Segunda División de su Liga distrital y luego no se presentó más a participar en los campeonatos.

## Datos del club
- Temporadas en Segunda División:  4 (1987 - 1990).
- Temporadas en Liga Mayor de Fútbol de Lima: 2 (1985 - 1986)
- Temporadas en Región IX Metropolitana: 2 (1985 - 1986)

## Uniforme
- Uniforme titular 1: Camiseta celeste, pantalón celesta y medias blancas.
- Uniforme alterno: Camiseta blanca con rayas azules, pantalón blanco y medias blancas aros celestes.

#### Titular: 1975 al 2008
| Titular 1 | Titular 1 | Titular 2 | Titular 3 | Titular 4 | Titular 5 | Titular 6 |  |

#### Alterno: 1975 al 2008
| Alterno 1 | Alterno 2 | Alterno 3 | Alterno 4 | Alterno 5 | Alterno 6 | Alterno 7 |  |

## Jugadores
| - José Perez - Gastón Romero - Jesús Rojas - Leonardo Aponte | - Monito Blas - Jeanpaul Lemointe - Carlos Gamboa - Homero Zumarán | - Carlos Dolorier - Zuluaga - Oscar Lopez - Ever Robles | - Pibe Orozco - José Velasquez - Jesús Rojas Gonzáles - Rodulfo Manzo | - Ramon Calderon Maldonado - Juan Alberto Vásquez Núñez |

## Palmarés

### Torneos
- Liga Distrital de Chaclacayo (1) : 1985.
- Serie A Liga Mayor de Fútbol de Lima (1) : 1985.
- Serie B Liga Mayor de Fútbol de Lima (1) : 1986.
- Subcampeón del Interligas de Lima (1) : 1987.